# NGC 3263
NGC 3263 is een balkspiraalstelsel in het sterrenbeeld Zeilen. Het hemelobject werd op 3 februari 1835 ontdekt door de Britse astronoom John Herschel.

## Synoniemen
- ESO 263-43
- MCG -7-22-18
- AM 1027-435
- IRAS10270-4351
- PGC 30887